# Ian Goodison
Ian De Souza Goodison, född 21 november 1972 i Montego Bay, är en jamaicansk före detta fotbollsspelare.

## Karriär

### Klubblag
Ian Goodison startade sin karriär i Olympic Gardens 1997. 1999 gick han till Hull City som då spelade i League Two. Han blev med tiden en viktig spelare i Hull och under sin andra säsong så blev han vald till årets spelare i klubben. Han gjorde sitt första och enda mål för klubben i en 2-1-seger mot Carlisle United. Efter att tränaren Brian Little lämnade Hull så vände Goodison hem till Jamaica för spel i Seba United.
2004 var Goodison tillbaka i England, då han värvades av Tranmere Rovers. Där skulle han spela över 350 ligamatcher och av supportrarna utsedd till årets spelare tre gånger. Han blev där den äldsta spelaren för Tranmere och den enda som varit över 40 år. 9 december 2013 blev han arresterad för att ha varit inblandad i uppgjorda matcher.

### Landslag
Ian Goodison gjorde debut för Jamaica i mars 1996 mot Guatemala där han även gjorde mål. Han var med i VM 1998, där han spelade i alla tre gruppmatcherna. Han har även spelat i fyra upplagor av CONCACAF Gold Cup. Totalt har Goodison spelat 120 landskamper, vilket är rekord i Jamaica.